# Naji, Inre Mongoliet
Naji är en häradshuvudort i Kina. Den ligger i den autonoma regionen Inre Mongoliet, i den norra delen av landet, omkring 1 200 kilometer nordost om regionhuvudstaden Hohhot. Antalet invånare är 278 744. Befolkningen består av 135 434 kvinnor och 143 310 män. Barn under 15 år utgör 14,0 %, vuxna 15-64 år 79 %, och äldre över 65 år 6,0 %.
Runt Naji är det ganska tätbefolkat, med 67 invånare per kvadratkilometer. Det finns inga andra samhällen i närheten. Trakten runt Naji består till största delen av jordbruksmark.
Genomsnittlig årsnederbörd är 790 millimeter. Den regnigaste månaden är juli, med i genomsnitt 273 mm nederbörd, och den torraste är januari, med 8 mm nederbörd.